# Linux-Ink
Linux-Ink (ОАО Линукс Инк) — компания-разработчик программных решений на базе Open source продуктов.

## Основные проекты компании
В рамках рабочей группы по открытым кодам при Мининформсвязи России ОАО Линукс Инк в инициативном порядке была разработана «Концепция базового программного обеспечения Российской Федерации» на базе свободно распространяемого ПО с открытым кодом — совместно с Lynx. Концепция включена в федеральный справочник «Связь и информатизация в Российской Федерации» (Центр Стратегических Программ, Москва 2003 г.)
В рамках проекта «Внедрение современных телекоммуникационных технологий в информационную инфраструктуру Библиотеки Российской академии наук» коллективом ОАО Линукс Инк осуществлена поставка программного обеспечения базы данных библиографических записей на основе открытых кодов с уникальной системой интеллектуального поиска информации по электронной базе данных.
Использованное СПО: серверный дистрибутив НауЛинукс (2 сервера), Ubuntu для АРМ-информационный киоск (8 АРМ), система управления контентом Plone 3.5.1, модули интеллектуальной поисковой системы собственной разработки (на языке Python).
Создан дистрибутив НауЛинукс, базирующийся на Scientific Linux Cyrillic Edition (SL).
Создан полностью локализованный дистрибутив НауЛинукс Абхазия 5.3 «Внедрение абхазского языка в компьютерные технологии»

## Разработки
Компания ОАО Линукс Инк разрабатывает принципиально новую технологию анализа русских текстов и семантического поиска в массивах документов. Система строится на строгом лингвистическом анализе русского языка и её возможно интегрировать практически в любые информационные системы.

## Продукты
Scientific Linux Cyrillic Edition, НауЛинукс, НауЛинукс Абхазия 5.3